# Opius impressiformis
Opius impressiformis är en stekelart som beskrevs av Fischer 1964. Opius impressiformis ingår i släktet Opius och familjen bracksteklar. Inga underarter finns listade i Catalogue of Life.